# Walter Kliemt
Walter Kliemt (* 21. Januar 1920 in Mönchengladbach; † 5. Dezember 2003) war ein deutscher Politiker (SPD) und von 1955 bis 1967 Oberstadtdirektor der Stadt Dortmund.

## Ausbildung und Beruf
Walter Kliemt besuchte das Gymnasium, das er mit dem Abitur abschloss. Im Anschluss belegte er ein Studium der Betriebs- und Volkswirtschaft und war ab 1947 Diplom-Kaufmann. 1948 erfolgte die Promotion zum Dr. rer. pol. Von 1948 bis 1949 war er im Treuhandwesen tätig. Von 1949 bis 1951 war er Referent im Arbeitsministerium NRW. Beigeordneter der Stadt Dortmund war Kliemt von 1952 bis 1955 und von 1955 bis 1967 Oberstadtdirektor der Stadt Dortmund. Als Aufsichtsratsvorsitzender der Vereinigten Elektrizitätswerke Westfalen (VEW) wirkte er von 1963 bis 1967, als Direktor (Vorstandsmitglied) von 1967 bis 1983.

## Politik
Walter Kliemt war ab 1945 Mitglied der SPD. Mitglied der Gewerkschaft Öffentliche Dienste, Transport und Verkehr (ÖTV) wurde er 1949. Er fungierte als Vorsitzender des  Landesverkehrsverbandes Westfalen und von 1955 bis 1967 war er Mitglied der Landschaftsversammlung Westfalen-Lippe.
Walter Kliemt war vom 23. Juli 1962 bis 25. Juli 1970 direkt gewähltes Mitglied des 5. und 6. Landtages von Nordrhein-Westfalen für den Wahlkreis 106 Dortmund I, beziehungsweise für den Wahlkreis 109 Dortmund I.

## Ehrenamt
Kliemt war von 1968 bis 1974 Präsident von Borussia Dortmund.